# Садове (Баштанський район)
Садове — селище в Україні, у Горохівській сільській громаді Баштанського району Миколаївської області. Населення становить 872 особи.

## Населення

### Мова
Розподіл населення за рідною мовою за даними перепису 2001 року:
| Мова       | Кількість | Відсоток |
| ---------- | --------- | -------- |
| українська | 831       | 95.30%   |
| російська  | 40        | 4.59%    |
| болгарська | 1         | 0.11%    |
| Усього     | 872       | 100%     |

## Відомі люди
Уродженцем села є Шуліков Сергій Вікторович — майор Збройних сил України, загинув у боях за Дебальцеве.